# For Her Sake; or, Two Sailors and a Girl
For Her Sake; or, Two Sailors and a Girl è un cortometraggio muto del 1909 diretto da James Young Deer.

## Produzione
Il film fu prodotto dalla Vitagraph Company of America.

## Distribuzione
Distribuito dalla Vitagraph Company of America, il film - un cortometraggio in una bobina - uscì nelle sale cinematografiche statunitensi il 9 ottobre 1909.